# NSB Type 70
Als Type 70, auch NSB BM70, wird eine Bauart elektrischer Triebzüge der Norges Statsbaner (NSB) bezeichnet.
Es handelt sich hierbei um Vierwageneinheiten aus einem Triebwagen BFM, zwei Mittelwagen B und einem Steuerwagen ABS.

## Einsatzgebiet

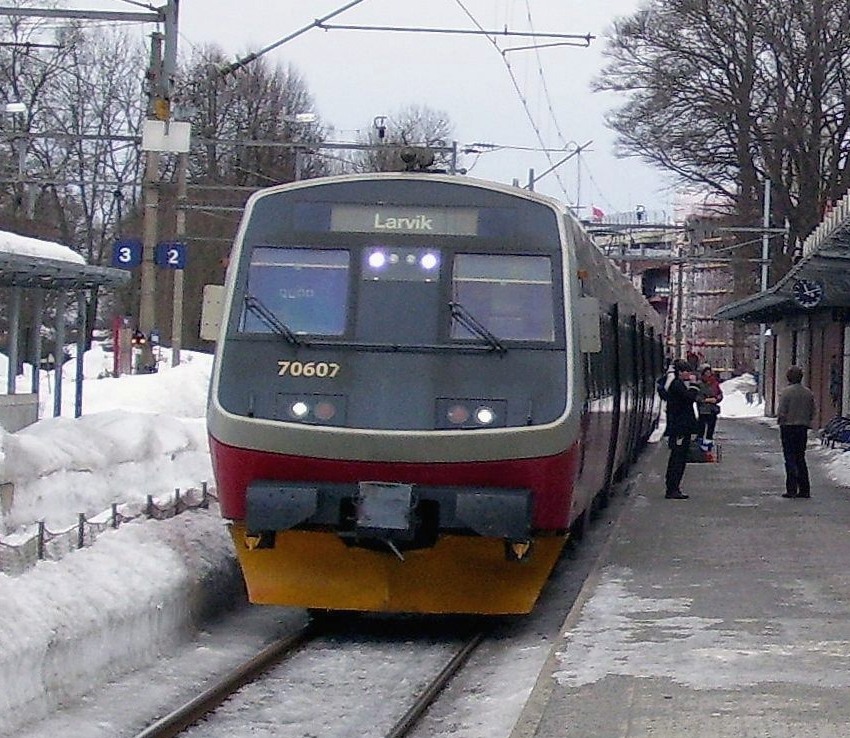
Type 70

Die Einheiten werden auf der Strecke Lillehammer–(Dovrebanen)–Oslo–(Drammenbanen)–Drammen–(Vestfoldbanen)–Skien und auf der Strecke Oslo–(Gjøvikbanen)–Gjøvik eingesetzt. In ihren ersten Einsatzjahren verkehrten sie auch als Intercity Express zwischen Oslo und Malmö.
Die Einheiten sind an den Führerstandsenden mit Scharfenbergkupplungen und Kontaktaufsätzen ausgerüstet. Die Vielfachsteuerung ermöglicht, bis zu drei Einheiten der Typen BM70 und des BM 69 gekuppelt einzusetzen.

## Aufbau
Ein Triebzug besteht aus einem Triebwagen BFM, zwei Mittelwagen B und einem Steuerwagen ABS.
Die Einheiten sind wegen der geschlossenen Wagenübergänge nur in der Werkstatt trennbar.

### BFM
Der Triebwagen hat ein großes Gepäckabteil, ein Zugbegleiterabteil und 28 Sitzplätze zweiter Klasse.

### B
Die beiden Mittelwagen haben 80 Sitzplätze zweiter Klasse und eine Toilette. Die Bestuhlung ist als Reihenbestuhlung ausgeführt und kann größtenteils der Fahrtrichtung angepasst werden.

### ABS
Der Steuerwagen ist mit 28 Sitzplätzen erster Klasse ausgestattet. Diese haben Tische und Steckdosen (220 V bei 50 Hz) und ein Serviceabteil für die Catering-Firma. Außerdem gibt es eine behindertengerechte Toilette und ein Zweite-Klasse-Abteil mit 16 Sitzplätzen und zwei Rollstuhlstellplätzen.